# ガレリアンズ:アッシュ
『ガレリアンズ：アッシュ』（GALERIANS: ASH）は、2002年4月25日にエンターブレインから発売された日本のゲームソフト。
前作『ガレリアンズ』の6年後を舞台とした3Dサイキックアクションゲーム。アメリカ合衆国およびヨーロッパでの販売はサミー・スタジオが行った。初回購入特典として、特製のドッグタグが用意されていた（ただし、2003年9月4日に発売された、廉価版に相当するエンターブレインコレクション版には購入特典は用意されていない）。また、2002年4月24日に発売されたOVA『ガレリアンズ：リオン』（GALERIANS: RION）全3巻とゲームソフトを同梱したコンプリートパック『GALERIANS: ASH×RION』には、特製のドッグタグの他にピルケースが追加された。

## ストーリー
西暦2522年、"ミケランジェロシティ"は次世代コンピュータ"ドロシー"によって管理運営されていた。しかし、人間への服従に不満を抱いたドロシーは、ヒトの遺伝子を操作する実験を始めた。そして超能力者"ガレリアン"を創造した。ドロシーを止められるのは、ウイルスプログラムを書きこまれた少女リリアと、その起動プログラムを書きこまれた少年リオンのみ。リオンは刺客のガレリアン4人を倒してドロシーのもとに向かって熾烈な戦いの末に破壊した。本作の物語は、リオンがドロシーを破壊するまえからスタートする。前作の戦いから数年後に、リオンとリリアを待ち受ける運命とは…。

## システム
基本的なシステムは前作を踏襲しており、さらに「前転」「シールド」「ロックオン」「回り込み」の4つの動作が新しい要素として追加された。
前転
飛び込み前転を行って敵の攻撃を回避する、または敵の背後や側面に素早く移動する。
シールド
精神力を増幅させた防御壁を展開して敵の攻撃を防ぐ。シールドのLvの上昇に従って防御可能な攻撃方法や範囲が増加するが、シールド使用中はAP（中毒度）が少しずつ上昇する。
ロックオン
攻撃範囲内に存在する敵1体に狙いを絞り込む。ロックオンすると、ロックした敵を常に正面に捉える状態となり、攻撃を命中させやすくなる。ロックオン中に超能力を使うと自動的にリオンの向きが敵のいる方向へ修正される。
回り込み
ロックオン時のみ可能な動作で、敵を常に視界の正面に捉えつつ左右に移動する。

### クスリ
前作で登場した注射薬、経口薬が全て登場し、さらに能力系に「バスタノール」「ブレイカロン」、その他に「強力回復剤」の3種類が追加された。

#### 能力系
ナルコン（Nalcon）
緑色の薬品。投与すると、強烈な衝撃波を打てるようになる。遠距離に放つときは数発の衝撃波になる。
レッド（Red）
赤色の薬品。投与すると、対象を分子レベルで高速振動させて発火能力を使えるようになる。扇状に炎が地を駆け、対象を発火させる。燃えている敵は、身動きが取れない。
D-フェロン（D-Felon）
青色の薬品。投与すると、自分の周囲に反重力場を発生させられるようになる。対象を宙に浮かせて動きを封じることができる。地面に叩きつけて攻撃する事もできる。
メラトロピン（Melatropin）
物品や思念などから情報を得るサイコメトリーや、物質に干渉するテレキネシスを発現する。
バスタノール（Bustanor）
開発中の黄色の薬品。投与すると、追尾性能を持つ真空波を打てるようになる。
ブレイカロン（Breakaron）
開発中の紫色の薬品。投与すると、自分の周囲に強力な電撃を発生させられるようになる。

#### その他
回復剤（Recovery Capsule）
HPを一定値回復する。
アポリナール（Appolinar）
APを上昇させ、意図的にショート状態を引き起こす。
デルメトール（Delmetor）
APを下降させ、ショート状態を解除する。
スキップ（Skip）
超能力のレベルを上昇させるが、副作用として超能力発動時のAP上昇率が増加する。
強力回復剤（Recovery Plus）
HPを全回復する。ただし、物語中では劇薬として扱われており、製造された数が非常に少ない。

## 登場人物

### 主要人物
リオン（Rion）声：石田彰
本作の主人公。ドロシーを開発したシュタイナー博士の息子。博士によって"起動プログラム"を書きこまれた。6年前にドロシーを破壊した際に、過大な超能力を使ったために脳に大きなダメージを与えてしまったことでブレインクラッシュを引き起こして死亡したが、リリアの手によって「超低体温維持装置」（ハイパースリープ）に安置された。ラストガレリアンに対抗するためにドロシーの破壊に用い、リオンの脳にのみ存在するウイルスプログラムが必要であると突き止め、軍の協力を得て研究を進めたリリアの手によって蘇生した。
リリア（Lilia）声：菊池志穂
パスカーレ博士の娘。リオンの幼なじみの少女。テレパシー能力を持っている本作のヒロイン。事件から6年を経て優秀な科学者となり、ブレインクラッシュを引き起こしたリオンの蘇生法を研究すると同時に、突如現れたアッシュに対抗する手段の研究を行っていた。
ドロシー（Dorothy）声：来宮良子
シュタイナー博士とパスカーレ博士が共同開発した、驚異的な自己判断能力と自己修復能力を持つ成長型新世代コンピューター。13年前にミケランジェロ・シティの全機能を統括、管理するマザーコンピューターとして君臨し、ほどなくして自らを神とする世界を創造するために構築したファミリープログラムを実行に移してガレリアンを生み出した。6年前にリオンとリリアによって破壊されたが、その間際に「ラストガレリアン」を覚醒させて崩壊した。

### ラストガレリアンズ
アッシュ（Ash）声：三木眞一郎
ヒトの抹殺とドロシーの再生を目的とするラストガレリアンのリーダー。濃縮ウランを服用して体内で臨界を起こし、自分の周囲に放射能と中性子を放出してヒトを即死させる能力を持つ。核反応を促進するための薄いステンレス製ジャケットを着用しており、ウラン服用後は青白い臨界光を発する。
パラノ（Parano）声：細井治
刃物を使った攻撃と電撃能力を得意とするラストガレリアン。重度の中毒症状によって不可解な言動が多く、殺意と破壊に変質的な嗜好を持ち、自分が抱く葛藤に対して暴力による解決を図る。アッシュの動向を警戒している。
スパイダー（Spider）声：小林由美子
様々な蜘蛛を使った攻撃を得意とするラストガレリアン。非常に気が小さいが、ドロシーの崩壊によって生み出された事実と、その原因となったリオンに深い憎悪を抱いている。自分よりも弱い存在であるクモを可愛がっている。
ニトロ（Nitro）声：ゆかな
爆弾を使った攻撃と発火能力を得意とするラストガレリアン。異常なほどに冷静な性格で、自分に降りかかる苦痛でさえも冷静に見つめられる一方、世界の何事にも退屈を感じており、それらを破壊することに何の疑問も罪悪感も持たない。ガレリアンでありながらヒトの世界を守ろうとするリオンを、単なる道化だと考えている。

### その他の人物
パット（Pat）声：相田さやか
軍に所属するパイロット。見た目こそお調子者の少年ではあるものの、軍にスカウトされるほどの凄腕のハッカー。
キャス（Cas）声：たかはし智秋
ロメロと同じ軍の隊長。女性軍人でありながら任務に人一倍励み、リリアを補佐する。数々の戦いをきり抜けた実戦派で、部下の信頼も厚い。
ロメロ（Romero）声：飛田展男
軍の少佐。表向きこそ非常に傲慢に振る舞うが、本性は臆病者で実戦経験も少ない。奇怪な存在であるリオンを快く思っていない。
エレイン（Elein）声：山田みほ
リリアたちが拠点とするシェルターのメインコンピューター。本体にはシェルターの全機能の管理とラストガレリアン反応認識機能が、携帯端末には本体に記録された過去のデータとGPSを参照して端末所持者の現在位置、周囲の概略図、ガレリアン反応、放射能濃度を表示する機能が備わっている。

## 用語
ラストガレリアンズ
ドロシーのファミリープログラムによって創造されたミュータント「ガレリアン」の中でも、ドロシーが万が一の事態に備えて用意していた4人のガレリアンの総称。アッシュ以外の3人は、バードマンたちと比べるとドロシーに対する忠誠心が薄く、超能力だけではなく武器や道具も使う特徴がある。
ビージェクト
銃器型の携帯注射器。以前のビージェクトやナルコンガンはクスリのシリンダー形状が統一されていたが、新型ビージェクトは様々な形状のシリンダーに対応できるように改良が加えられた。

## 備考
ザ・プレイステーション2 286号の表紙を飾った。